# 真夜中の虹
「真夜中の虹」（まよなかのにじ）は、織田哲郎の通算18枚目のシングル。2003年5月21日に、ZOOTRECからリリースされた。

## 解説
2002年まで在籍したエイベックスのコピーコントロールCD導入を理由により離脱し、インディーズとして再出発したシングルである。
カップリング曲「晩夏」は、1989年発売のアルバム『Candle In The Rain』収録曲をリテイクした楽曲。2007年発売のアルバム「One Night」収録のシングル表題曲では唯一オリジナルのままで収録された。理由は「歌い直してみても、シングルで発表したあの時の強い情念のこもった歌唱に勝てない」とのこと。

## 収録曲
- 全作詞・作曲・編曲：織田哲郎

1. 真夜中の虹
ストリングスアレンジ：織田哲郎・四家卯大
2. 晩夏
3. 真夜中の虹 (lonely drunkard ver.)
4. 晩夏 (tipsy mix)